# Pap László (tanár)
Pap László, vitéz Pap László Géza (Gyönk, 1928. január 1. – Siófok, 2014. december 11.) földrajz–biológia szakos gimnáziumi tanár, vitorlázórepülő pilóta és oktató.

## Fiatalkora
Már korai éveiben is modellezett, 1942-ben 15 évesen korengedménnyel kezdett repülni Szentesen, itt tanulta a repülés alapjait. Utána jött a háború, s a sportrepülést csak 1947-ben kezdhette újra. A vitorlázórepülést 1948-ban Algyőn folytatta, néhány évvel később letette a motorosrepülőgép-vizsgát is. Ekkor már megkapta az utasviteli engedélyt is, 1953-ban segédoktató lett. 1956-ben elvették engedélyét, mert vért hozott be repülővel a szegedi kórháznak Ausztriából. E cselekedetét akkor ellenforradalmi tevékenységgé nyilvánították, doktori disszertációja védését sem engedélyezték. 1956 részben megtörte és megnehezítette a pályafutását. Egyetemi katedráról egy tanyasi iskolába került ahol két évig tanított. Csak jóval később, 1989-ben rehabilitálták, ami erkölcsi elégtételt jelenthetett. Repülőoktatói vizsgát 1957-ben tett Szentesen Haas György repülőtér parancsnok kérésére.

## Pedagógus
A Szegedi Tanárképző Főiskola adjunktusaként 1957-ben A termikek keletkezése és adatok a termikus feláramláshoz címmel szentesi mérések alapján készített tanulmányt.
1957-1959 között a Mindszent Dózsatelepi Általános Iskola több szakos tanára, tanyasi oktató. 1959–1960-ban a szentesi Kossuth Téri iskola földrajz–biológia szakos tanára. Később került Siófokra, 1960-tól a Siófoki Perczel Mór Gimnázium földrajz–biológia szakos oktatója nyugdíjazásáig.
Rendszeresen részt vett diákjaival és zsűrizés a tanulmányi versenyeken. A Kaposvárott, a  Lóczy Lajos országos középiskolai földrajzi versenyeken az általa felkészített tanulók olyan kiváló eredményeket értek el, hogy nem kellett felvételizniük földrajzból (19 fő).

## Repülés
Pap László nyugdíjazása után, 1990-ben az LRI-vel megalakította a siófoki Zenit Sportrepülő Egyesületet hat szakosztállyal, amelynek 2000-ig hivatalos elnöke is volt. Ekkor egyéb, főiskolai elfoglaltságai miatt kérte felmentését, de örökös elnöknek megválasztotta a tagság. Ekkortól a székesfehérvári Kodolányi János Főiskola kihelyezett siófoki tagozatán óraadóként dolgozott, a légi turizmus témakörét tanította. Ezen idő alatt is folyamatosan repülést oktatott nagy lelkesedéssel a Siófok-Kiliti-Ságvár, Nagykanizsa, Tapolca és más reptereken.
A franciaországi székhelyű Nemzetközi Repülőszövetség (FAI) az 1996. októberi közgyűlésén döntött arról, hogy ő kapja meg a FAI Paul Tissandier diplomát, melyet 1997. március 8-án vett át Budapesten.
1942 és 2009. december 31. között 6888 óra 35 percet repült, oktatói felszállásainak száma: 623 592. Élte során közel 1000 fiatalt tanított meg repülni. Hobbija mindvégig szerteágazó oktatói munkája és a repülőmodellezés volt.

## Vitézi rend
A Rákóczi Szövetség egyik alapítója, helyi (Siófok) elnöke, aktív szervező tagja hosszú évekig, a Rákóczi Szövetség 2003-ban tiszteletbeli tagjává is választotta. Később, 2004-ben a vitézi rend is tagjai sorába választotta, a vitézi esküt 2004. szeptember 18-án tette le Budapesten, a Belvárosi Templomban.

## Család
Felesége Sándor Judit, s az ő révén sógora lett Marton László Kossuth-díjas szobrászművész. Fia ifj. Pap László Ferenc, 1970-ben született Siófokon. Két unokája született.

## Díjak
- pedagógus érdemérem
- MHSZ-kitüntetések
- vitézi cím

## Megjelent írásos munkái
- 1956: Szegedi Pedagógiai Főiskola Évkönyve, földrajzi fogalom kialakítása fényképekkel.
- 1957: Szegedi Pedagógiai Főiskola, A termikek keletkezése és adatok a termikus feláramláshoz.
- 1987: Földrajz tanítás 3. szám, Színes fényképek készítése és használata az oktatásban.
- 1991-től: Repülés, Pilóta, Új szárnyak, Aviátor, Hung Avia, szakfolyóiratokban publikációk, repülésmeteorológiai cikksorozatok közlése.
- Szentes és a repülés c. könyv lektora.
- Algyői repülés c könyvben szakvélemények, fotók.